# 2038
Cette page concerne l'année 2038  du calendrier grégorien. Pour l'année 2038 av. J.-C., voir 2038 av. J.-C.
L'année 2038 est une année commune qui commence un vendredi.
C'est la 2038e année de notre ère, la 38e année du IIIe millénaire et du XXIe siècle et la 9e année de la décennie 2030-2039.

## Autres calendriers
L'année 2038 du calendrier grégorien correspond aux dates suivantes :
- Calendrier berbère : 2987 / 2988
- Calendrier hébraïque : 5798 / 5799
- Calendrier indien : 1959 / 1960
- Calendrier musulman : 1459 / 1460
- Calendrier persan : 1416 / 1417

## Événements prévus
- 400e anniversaire de l'édit de Louis XIII (du 10 février) consacrant la France à la Vierge. La consécration sera célébrée le 15 août.
- Le bug de l'an 2038 pourrait survenir le 19 janvier 2038 à 3 h 14 min 8 s UTC, car cette seconde est la 2 147 483 648e (10 000 000 000 000 000 000 000 000 000 000, soit 1 suivi de 31 zéros en binaire) après le 1er janvier 1970 à 0 h 0 min 0 s. Or l'horloge de nombreux systèmes d'exploitation fonctionne avec un compteur 32 bits du nombre de secondes depuis cette date, qui risque donc de faire un tour à ce moment en passant de 2 147 483 647 à -2 147 483 648.

## 2038 dans la fiction
2038 est l'année où se déroulent les actions d'œuvres :
- V pour Vendetta,
- Moon 44,
- Detroit: Become Human,
- The Last of Us Part II.